# Julio Cola Alberich
Julio Cola Alberich (Beniparrell, Valencia, 1918-Madrid, 14-1-1992) fue antropólogo, etnólogo africanista, profesor de Relaciones Internacionales y colaborador del Instituto Bernardino de Sahagún del Consejo Superior de Investigaciones Científicas (CSIC). Se le considera “uno de los más renombrados etnógrafos de la época franquista”. y uno de los impulsores de los estudios internacionales y africanos.

## Biografía
Julio Cola Alberich, se licenció en Ciencias Naturales por la Universidad de Madrid. Desde muy joven fue colaborador del Instituto Bernardino de Sahagún de Antropología y Etnología del (CSIC), al que perteneció desde su creación en 1941 y en cuyo entorno coincidió con Julio Caro Baroja, siendo ambos becarios de la sección de etnología del Museo Etnológico Nacional en 1940-1941. Fue profesor de Biología para Medicina en la Facultad de Ciencias de la Universidad de Madrid, hasta que en 1942 obtuvo plaza de profesor Adjunto de Antropología de la Facultad de Ciencias en esta misma universidad. Estuvo casado con María Dolores Serrano. En 1948 ocupó la cátedra de Ciencias Naturales en el Instituto Politécnico de Tetuán. En esta misma ciudad fue conservador del Museo de Ciencias Naturales y Vocal del Patronato de Investigación y Alta Cultura de Marruecos. Su tesis doctoral, publicada por el Instituto de Estudios Africanos (IDEA) del CSIC en 1953, trató de manera novedosa la antropología física y cultural de la región del Lucus marroquí. Estudió, con especial intensidad en la década de los cincuenta, diferentes aspectos de la cultura y la religiosidad marroquí desde una perspectiva antropológica, desde la arquitectura hasta los cultos ofiolátricos en el norte de África, sobre los que publicó diversos libros en los que afirmó el contacto hispano peninsular con el mundo marroquí norteño a partir de las culturas preislámicas, especialmente a través de lo bereber. En 1954 fue comisionado por el CSIC para efectuar estudios antropológicos en la Universidad de Oporto.
A su vuelta a España y durante los años sesenta, su interés se amplió a las ciencias políticas y las relaciones internacionales, como se comprueba en su continuada colaboración en la Revista de Política Internacional, para la que confecciona diversos «diarios» (recopilaciones) de acontecimientos mundiales. Fue Secretario de la Sección de Relaciones Internacionales del Instituto de Estudios Políticos, posterior Centro de Estudios Constitucionales, donde desarrolló una intensa labor en el campo de los Estudios Internacionales. Impartió clases el Curso de Altos Estudios Internacionales organizado por la Sociedad de Estudios Internacionales, de cuyo consejo rector formó parte. Preparó además varios Cursos de conferencias para preuniversitarios sobre las plazas y provincias españolas en África. Con el fin de impulsar los Estudios Africanos en enero de 1984, se reúne con otros académicos españoles —Íñigo de Aranzadi y Cuervas-Mons, Luis Beltrán y Repetto, Carlos González Echegaray, Tomás Mestre Vives, y Gerardo González Calvo y Antonio Villariño constituye la Asociación Española de Africanistas (AEA), domiciliada en el Colegio Mayor Nuestra Señora de África. Entre otras, fue miembro de la Real Sociedad Española de Historia Natural, de la Real Academia de Ciencias, Bellas Artes y Nobles Artes de Córdoba, del consejo rector de la Sociedad de Estudios Internacionales, de la Asociación Española para el Progreso de las Ciencias y socio-fundador de la AEA.
Fue secretario general de la Revista de Política Internacional (Madrid), de la Revista de Estudios Internacionales, orientada de forma moderna hacia las relaciones internacionales, vocal de los consejos de redacción de la Revista de Estudios Africanos y de los Cuadernos de Estudios Africanos y Orientales del Instituto de Estudios Políticos. Fue colaborador de las revistas Mauritania (Tánger, 1944-1953), España (Tánger), Diario de África (Tetuán, 1948-1953), África (Madrid), Boletín de la Real Sociedad Española de Historia Natural (Madrid), Boletín de la Academia de Ciencias de Córdoba (Madrid), etc.

## Líneas de investigación
Sus líneas de investigación fueron la antropología y la etnología norteafricana, así como las relaciones internacionales, especialmente las del área africana. Entre sus reconocidas obras africanistas, destacan los ensayos dedicados a las culturas marroquíes, a las relaciones hispano-africanas y algunas de su último periodo, destinadas al África subsahariana, como El Congo (1885-1963) (1964), La república de Sudáfrica (1975) o Anatomía del Tercer Mundo (problemas y perspectivas) (1973). Publicó decenas de artículos en revistas especializadas y volúmenes colectivos. y tradujo además la obra de Otto de Habsburgo, Europa y África. Vínculos Permanentes, Madrid: España, 1963.